# 天河基地
天河基地（拉丁語：Statio Tianhe），是嫦娥四号的着陆点，位于45.45°S、177.6°E，海拔-5935米，2019年2月4日被命名为“天河基地”。

## 命名
2019年1月，中国利用嫦娥二号和嫦娥四号高分辨月面影像数据，向国际天文学联合会申报了“天河基地”的命名，以中国神话中的天河为名。2月4日获得国际天文学联合会批准，并于2月15日由中国国家航天局、中国科学院和国际天文学联合会联合发布。

## 地形
天河基地位于南极-艾特肯盆地冯·卡门撞击坑的平缓斜坡上，周围由五个直径10.21米至25米的陨石坑包围。天河基地距离25米陨石坑的边缘仅8.35米。

## 着陆

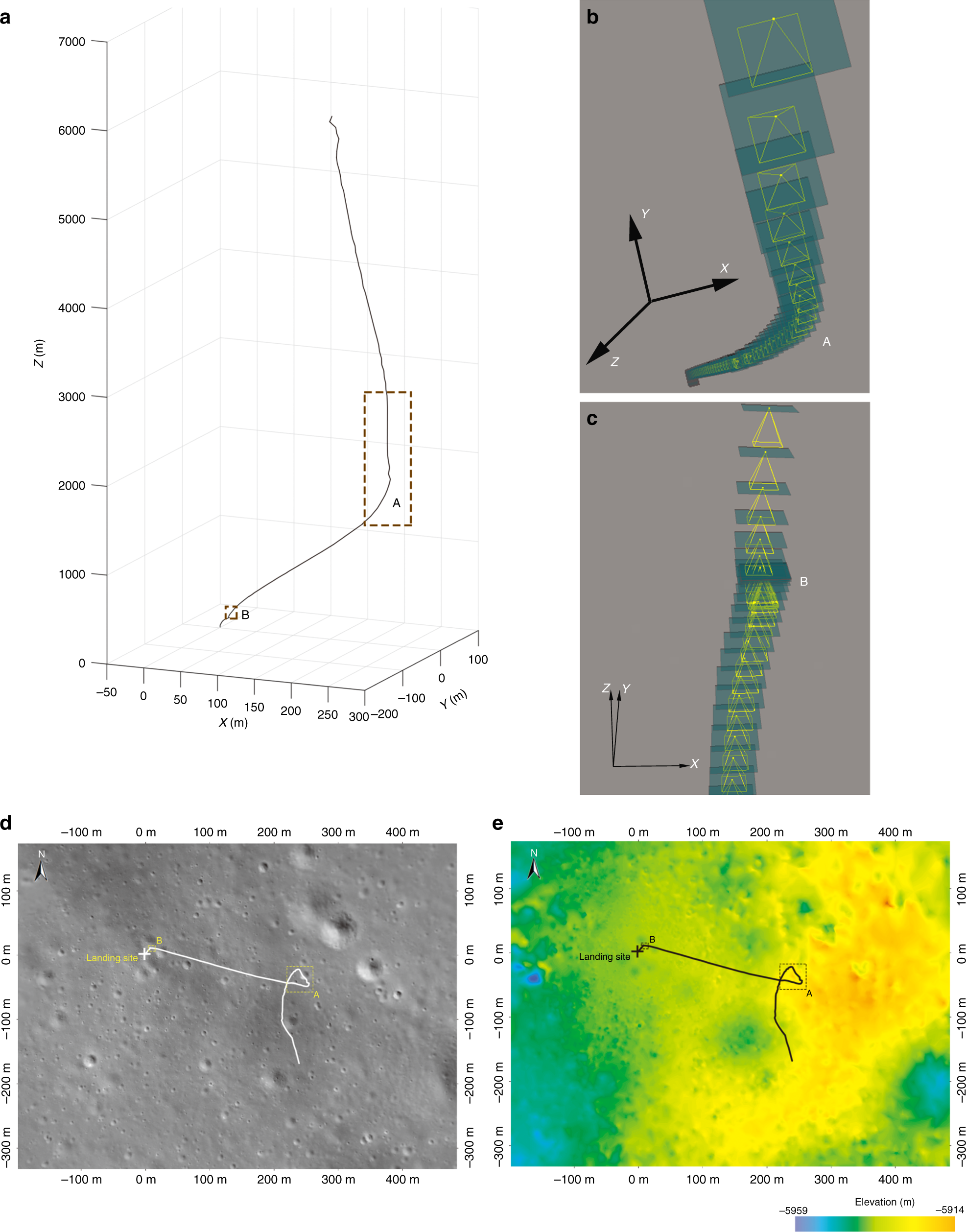
嫦娥四号的着陆轨迹

2019年1月3日，嫦娥四号在天河基地着陆。